# 1773 en philosophie
Chronologie de la philosophie
- 1769
- 1770
- 1771
- 1772
- 1773
- 1774
- 1775
- 1776
- 1777

L’année 1773 a été marquée, en philosophie, par les événements suivants :

## Publications
- Antoine-Jacques Roustan : L'impie démasqué, ou remontrance aux écrivains incrédules, C. Heydinger, 1773